# Gunnar Eriksson
Krång Erik Gunnar Eriksson (Mora, 13 settembre 1921 – Mora, 8 luglio 1982) è stato un fondista svedese.

## Biografia
Ai V Giochi olimpici invernali di Sankt Moritz 1948, sua unica partecipazione olimpica, vinse la medaglia di bronzo nella 18 km, giungendo dietro ai connazionali Martin Lundström e Nils Östensson, e l'oro nella staffetta 4 × 10 km, proprio con loro e con Nils Täpp; nella 50 km fu dodicesimo.
Ai Mondiali del 1950 vinse la medaglia d'oro nella 50 km.

## Palmarès

### Olimpiadi
- 2 medaglie, valide anche ai fini iridati:
  - 1 oro (staffetta a Sankt Moritz 1948)
  - 1 bronzo (18 km a Sankt Moritz 1948)

### Mondiali
- 1 medaglie, oltre a quelle conquistate in sede olimpica e valide anche ai fini iridati:
  - 1 oro (50 km a Lake Placid 1930)